# Technicolor (Verfahren)

Technicolor-Logo (bis 2010)

Technicolor ist die Markenbezeichnung des gleichnamigen, ursprünglich 1915 gegründeten US-amerikanischen Unternehmens Technicolor Corp. von Herbert Kalmus für die von ihm entwickelten Herstellungsverfahren für Farbfilme. Im Laufe der Geschichte entstanden verschiedene Aufnahme- und Wiedergabe-Verfahren:
| Technicolor Process No. 1 | Additives Zwei-Farben-Verfahren mit Spezialprojektor                                                                      |
| Technicolor Process No. 2 | Additives Aufnahme- und subtraktives Zwei-Farben-Wiedergabeverfahren mit geklebten Filmstreifen und normaler Projektion   |
| Technicolor Process No. 3 | Subtraktives Zwei-Farben-Verfahren und Dye-Transfer-Kopiertechnik                                                         |
| Technicolor Process No. 4 | Subtraktives Drei-Farben-Verfahren mit Drei-Streifen-Strahlteiler-Kamera und Dye-Transfer-Kopiertechnik                   |
| Technicolor Process No. 5 | Subtraktives Drei-Farben-Verfahren, Mehrschichtfilme als Aufnahmematerial in normalen Kameras, Dye-Transfer-Kopiertechnik |

Am bedeutendsten wurde Prozess No. 4, der den Namen Technicolor über die Nennung im Vor- oder Abspann berühmter Kinofilme um die Welt getragen hat. Ende der 1970er Jahre verloren diese Technicolor-Prozesse ihre Bedeutung in der Filmproduktion. Die Erfinderin wandelte sich zum Dienstleister der digitalen Filmtechnik und ging 2001 in dem französischen Elektronik-Konzern Thomson auf, der sich 2010 wiederum in Technicolor umbenannt hat.

## Erstes Verfahren, 1917–1922
Der Technicolor Process No. 1 war das erste Verfahren des Unternehmens, ein Zweifarben-Additivverfahren ähnlich dem damaligen Kinemacolor, aber mit einem wichtigen Unterschied. Zur Erzeugung der zwei Farbenauszüge waren keine rotierenden Farbräder in der Kamera notwendig, um die Bilder eins nach dem anderen aufzuzeichnen bzw. im Kinoprojektor nacheinander zu projizieren. Die Technicolor-Kamera belichtete die roten und grünen Bilder mittels eines Strahlenteilers hinter dem Objektiv gleichzeitig, dadurch wurde das Ausfransen der Konturen bei sich schnell bewegenden Objekten vermieden, wie es technisch bedingt bei allen anderen Verfahren auftrat, die die Farbauszüge nacheinander herstellten. Aufgezeichnet wurde, indem das Licht nach Durchlaufen des Kameraobjektivs durch ein Doppelprisma (Strahlteiler) geführt wird. Das Prisma verteilt das Licht zu gleichen Teilen auf zwei Bildfenster, die auf dem Filmband übereinanderliegen. Vor den beiden Bildfenstern sind Farbfilter angebracht, ein purpurnes und ein grünes, durch die die gefilterten Farbanteile auf Schwarzweißfilm belichtet werden. Pro Aufnahme schaltet die Kamera zwei Bilder weiter.
Für die Bearbeitung der Aufnahmen hatte Technicolor einen Eisenbahnwaggon zu einem rollenden Labor ausbauen lassen. Sämtliche Arbeiten von der Filmkonfektionierung bis zur Entwicklung und Bearbeitung waren somit in der Nähe des Drehortes möglich.
Der große Nachteil aller Zwei-Farben-Verfahren lag in ihrer eingeschränkten Möglichkeit, Farben wiederzugeben. Blau wurde eher grünlich dargestellt und grüne Blätter erschienen auf der Leinwand bräunlich (herbstlich). Um die eingeschränkte Farbwiedergabe zu berücksichtigen, wurde den Produktionen ein Farbberater (Color Consultant) zur Seite gestellt, der Architekten und Kostümbildnern beratend bei der Farbauswahl der Materialien zur Seite stehen sollte. Farbberaterin bei Technicolor-Filmen war seit der ersten Stunde Natalie Kalmus, die Frau von Dr. Kalmus. Alle Produktionen wurden bis 1948 per Vertrag verpflichtet, den Farbberater mit dem Gesamtpaket (Kamera, Techniker, Kopierwerk) zu mieten, selbst dann noch, als es nur noch das Drei-Farben-Verfahren gab und die ursprüngliche Notwendigkeit der Farbberatung nicht mehr gegeben war.
Neben der schlechteren Farbtreue gegenüber den späteren Dreifarb-Systemen war ein weiterer großer Nachteil an diesem System, dass ein spezieller Kinoprojektor benötigt wurde. Die Filmkopie war zwar eine herkömmliche schwarzweiße Kopie, auf der aber die beiden Farbauszugsbilder übereinander lagen. Der Projektor musste also ebenfalls zwei Filmschritte schalten. Die beiden Teilbilder wurden durch zwei Objektive mit den jeweiligen Farbfiltern projiziert. Vor der Projektion musste darauf geachtet werden, dass die richtigen Farbauszugsbilder hinter den dazugehörigen Farbfiltern lagen. Durch eine Prismenvorrichtung wurden beide Teilbilder auf der Leinwand wieder zur Deckung gebracht, ein in der Praxis sehr kompliziertes Verfahren. So wurde die Premiere des ersten mit dem Technicolor Process No. 1 hergestellten Films, „The Gulf Between“, 1917, zu einer großen Enttäuschung, da der Kinovorführer es nicht schaffte, die beiden Kinoprojektor-Prismen so einzustellen, dass die zwei farbigen Teilbilder auf der Leinwand korrekt übereinander lagen. Dieses Problem und andere mit dem Technicolor Process No. 1 verbundene grundlegende Schwierigkeiten führten dazu, dass nur noch in einem weiteren Film, „Way Down East“, 1920, von D. W. Griffith, einzelne Farbsequenzen eingesetzt wurden. Der Kopierpreis einer Technicolor-Kopie betrug 1922 noch 90 US-Cent pro Meter (1964 lag er bei 15 US-Cent pro Meter).

## Zweites Verfahren, 1922–1927
Im Jahre 1922 brachten Kalmus und sein Team den Technicolor Process No. 2 auf den Markt. Der wesentliche Unterschied zum vorherigen System war die Verwendung eines subtraktiven Farbenprozesses für die Projektion. Additive Systeme verwendeten Schwarz-Weiß-Bilder, die durch Farbfilter hindurch projiziert wurden, was in einer geringen Lichtausbeute bei der Projektion resultierte und einen Spezialprojektor voraussetzt. Subtraktive Systeme tragen jedoch die Farbinformationen im Filmstreifen selbst, sodass der Gebrauch von Filtern nicht mehr notwendig ist. Bei subtraktiven Systemen werden außerdem Farben genauer reproduziert.

### Vom Filmnegativ bis zum Enddruck
Beim Technicolor Process No. 2 wird aufnahmeseitig noch dasselbe additive Verfahren wie beim Process No. 1 angewandt. Es soll sogar die gleiche Kamera benutzt worden sein, obwohl auf Abbildungen aus dieser Zeit eine modifizierte Bell & Howell zu sehen ist. Nach der Entwicklung des Negativs werden die Bilder mit einer Spezialkopiermaschine auf zwei halbdicke Matrixfilme kopiert, eine Spezialanfertigung von Eastman-Kodak. Die Kopiermaschine schaltet das Negativ jeweils zwei Bilder, den Positivfilm aber nur um eines weiter. Damit wird der Purpurauszug des Negativs auf den entsprechenden Matrixfilm kopiert und später der grüne auf den zweiten Matrixfilm. Nach gerbender Entwicklung der Matrixfilme werden die unbelichteten und damit ungehärteten Stellen mit warmem Wasser ausgewaschen. Es bleibt eine Gelatineschicht mit einer Dickenabbildung des Negativs (gelatin reliefs) übrig. Dann wurden die beiden Matrixfilme Rücken an Rücken aneinandergeklebt (Cemented Two Color Process), worauf das Einfärben der beiden Seiten in einem Schwimmprozess erfolgte, entsprechend ihrer Farbzugehörigkeit in einem rot-orangen bzw. blaugrünen Färbemittelbad ähnlich dem damals bekannten Tonungs- und Beizfarbenverfahren (Tonung). Entsprechend der Stärke des Gelatinereliefs wird mehr oder weniger viel Farbe angenommen. Der dabei entstandene Film trug das fertige, zweifarbige Bild.

### Geschichte des Technicolor Process No. 2
Das System brachte einige Vorteile mit sich, es verbesserte die Bildschärfe und die Farbwiedergabe, und es war das erste Naturfarbenverfahren, das die Projektion des Films mit den bestehenden Kinoprojektoren erlaubte. Der Preis pro Kopie sank durch das neue Kopierverfahren auf 50 US-Cent pro Meter, damit war zum ersten Mal die Erstellung von Massenkopien möglich.
1922 eröffnete die Technicolor-Gesellschaft ein neues Labor in Hollywood. Colorcraft Pictures, Inc., eine Gründung von Technicolor, produzierte 1922 in Hollywood als ersten Film nach dem neuen Technicolor Process No. 2 The Toll of the Sea. Joseph Schenck stellte Kalmus kostenlos Studios, einen Regisseur (Chester M. Franklin) und den Star (Anna May Wong) zur Verfügung. Die Premiere des Films im November 1922 im Rialto Theatre in New York wurde ein großer Erfolg.
1923 konnte Kalmus endlich eines der großen Filmstudios überzeugen, einen abendfüllenden Spielfilm mit dem Technicolor Process No. 2 zu produzieren. Im November unterzeichnete Jesse L. Lasky von Paramount einen Vertrag, der Kalmus das Drehen von Wanderer of the Wasteland ermöglichte. Obwohl Paramount mit Kalmus vereinbart hatte, den gesamten Film in Technicolor zu drehen, hatte Lasky keinen größeren Etat als den für einen normalen Schwarzweißfilm bewilligt. Die Produktion verlangte Kalmus und seinem Team außergewöhnliche Bemühungen und viele Arbeitsstunden ab. Täglich mussten die belichteten Negative von den Drehorten in der Nähe von Yuma, Arizona, nach Hollywood in das neue Kopierwerk von Technicolor gebracht werden, um die vom Produzenten verlangten täglichen Filmmuster vorführen zu können. Doch die harte Arbeit lohnte sich. Wanderer of the Wasteland war ein Erfolg und verhalf der Farbkinematografie zu mehr Aufmerksamkeit.
Im Laufe der nächsten Jahre wurde der Cemented Two Color Process in ungefähr zwei Dutzend Filmen verwendet. Die bekanntesten sind Das Phantom der Oper (1925, Universal, Sequenzen), Die zehn Gebote (1923, Paramount, Sequenzen) und Ben Hur (1925, MGM, Sequenzen). Ben Hur wurde eigentlich vollständig in Farbe gedreht, kurz vor Drehende beschloss die Produktion jedoch, den gesamten Film noch einmal schwarzweiß zu drehen. Daher wurden lediglich einige Farbsequenzen in den fertigen Film eingefügt. Dies war natürlich nicht der große Durchbruch, den sich Kalmus erhofft hatte, da die meisten Farbfilme dieser Zeit nicht durchgängig farbig waren. Erst Douglas Fairbanks, der die Vorzüge des Technicolor-Systems schätzen gelernt hatte, verpflichtete sich im Jahr 1926 vertraglich, den Stummfilm Der schwarze Pirat (1926) komplett mit dem Technicolor Process No. 2 zu produzieren. Der Film wurde für Fairbanks ein Riesenerfolg.

### Nachteile
Der Technicolor Process No. 2 hatte zwei Nachteile, die sich allerdings erst bei den Großprojektionen in den Kinos bemerkbar machten. Hier wird viel Licht benötigt, die Hitzeentwicklung im Bildfenster ist entsprechend groß. Da die Vorführkopie aus zwei zusammengeklebten Matrixfilmen bestand, wurde der der Bogenlampe zugewandte Film stärker aufgeheizt als der andere. Die Verklebung konnte sich dadurch lösen und so entstand eine Wölbung, die zu Unschärfe führte und eine weitere Vorführung unmöglich machte. Bei den beschädigten Kopien mussten unmittelbar nach der Vorführung die schadhaften Filmsequenzen durch neue ausgetauscht werden. Daher waren in den Vorführräumen ständig Techniker von Technicolor anwesend, um die Reparaturen vornehmen zu können. Außerdem waren die Kopien durch die Verklebung etwas dicker und steifer als gewöhnlicher Positivfilm, was zu mehr Abnutzung und Verkratzung führte.
Die Filmstudios waren trotz des künstlerischen Erfolges noch nicht zu einem Umstieg auf das Technicolor-Verfahren bereit. Ihnen waren neben den vielen mechanischen Problemen mit den Kopien der Aufwand und die Kosten für die Produktion eines Farbfilms noch zu hoch.

## Drittes Verfahren, 1927–1933
Erst nach dem erneuten Wechsel der Kopiertechnik im Jahre 1928 gelang Technicolor der große Durchbruch. Der zweite subtraktive Technicolor-Prozess war dem berühmt gewordenen Process No. 4 schon sehr ähnlich. Die Matrixfilme wurden derart abgewandelt, dass sie jetzt als Druckmatrizen zur Übertragung der Farbstoffe auf blanken Positivfilm genutzt werden konnten. Für dieses Verfahren der Farbstoffübertragung oder -absaugung gibt es verschiedene Bezeichnungen: „Imbibition Printing“, „Hydrotypie“ oder, am bekanntesten, „Dye Transfer“, eine Erfindung des Engländers E. Edwards aus dem Jahre 1875 (Britisches Patent 1.362). Troland und R. D. Eaton haben dieses Verfahren für Technicolor überarbeitet (US-Patent 1.919.673), Comstock schuf die Kopiermaschine. Der Blankfilm war so präpariert, dass die Farbstoffe bei dem in der Kopiermaschine stattfindenden Kontakt von Matrizen und Blankfilm ohne Diffusionsverluste übertragen werden konnten. Damit war das Technicolor-Druckverfahren geschaffen worden. Vorgängig konnte auch eine Lichttonspur kopiert und entwickelt werden. Kodak lieferte weiterhin die Filmmaterialien. Die Kamera (US-Patent 1.451.325) wurde von Comstock und Ball wesentlich verändert. Die beiden Teilbilder lagen weiterhin nebeneinander, waren jetzt jedoch spiegelbildlich symmetrisch angeordnet.
Dieser Farbstoffabsaugungs- oder Färbungsübertragungsprozess gewann nicht nur bei der Theaterkundschaft Anerkennung, sondern auch bei einigen Filmstudios. Bis 1934 waren es insgesamt etwa 78 Produktionen, von denen viele aber wiederum nur Farbsequenzen enthielten. Die Produktion bei Technicolor wuchs in den Jahren 1928 bis 1930 deutlich, sank aber in den Jahren 1931 und 1932 während der Weltwirtschaftskrise. Der letzte abendfüllende Technicolor-Stummfilm war 1928 The Viking von MGM, er hatte aber schon Musik- und Toneffekte. Warner Bros. produzierte On with the Show 1929, den ersten vollständigen Technicolor-Tonfilm. Weitere mit dem Technicolor Process No. 3 gedrehte Filme waren Das Geheimnis des Wachsfigurenkabinetts (1933, Warner Bros.), Whoopee! (1930, United Artists), Der Jazzkönig (Universal) und Under a Texas Moon (1930, Warner Bros).

## Viertes Verfahren, 1932–1955

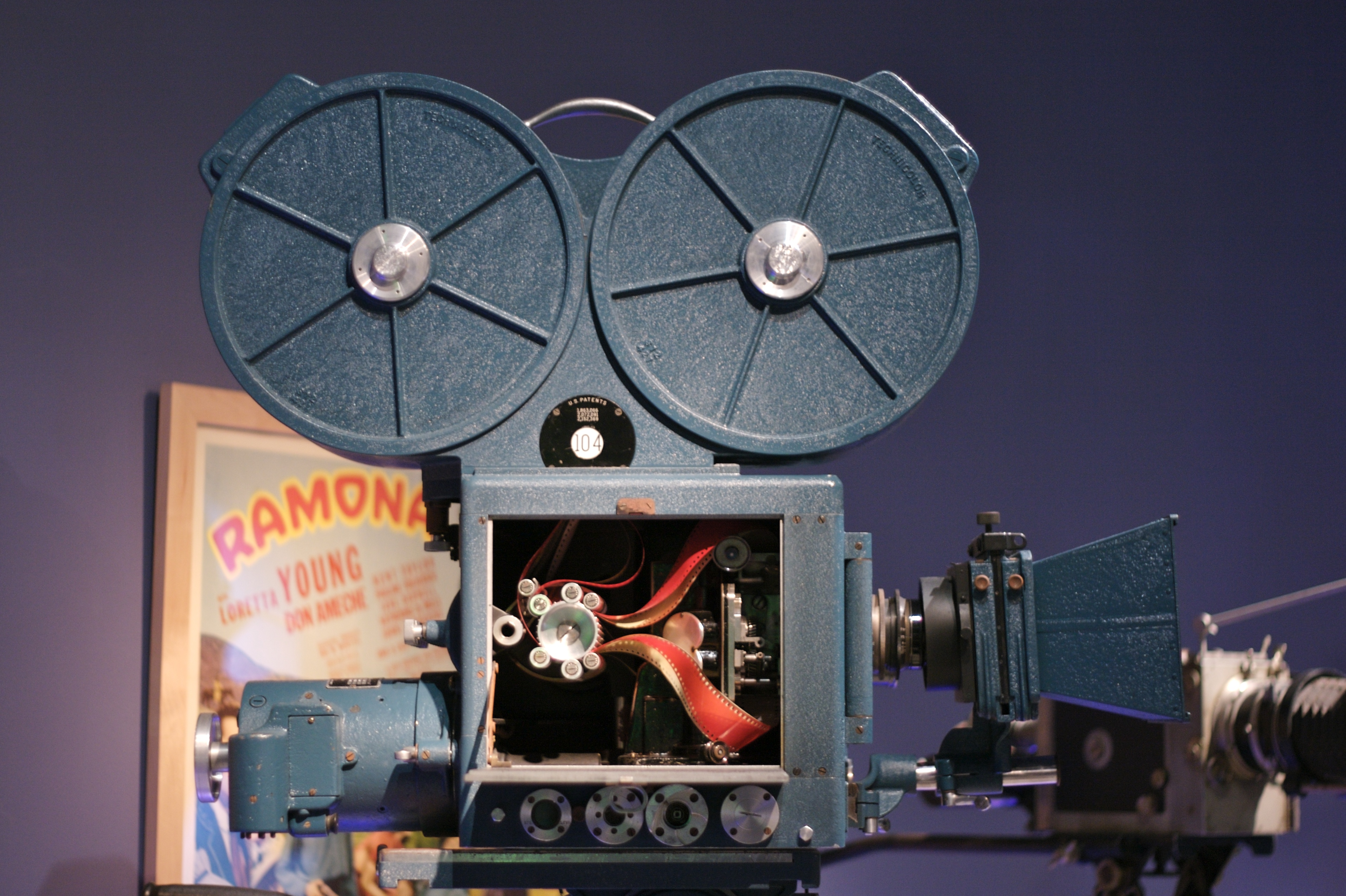
Dreistreifenkamera des vierten Technicolor-Verfahrens

Als logische Weiterentwicklung des Zweifarben-Druckverfahrens begannen schon Ende der 1920er Jahre Arbeiten an einem Dreifarben-Druckverfahren, um endlich ohne Einschränkung sämtliche Farben wiedergeben zu können. Das Filmmaterial lieferte weiterhin Eastman-Kodak. Es waren für die Bipack-Filme ähnliche Materialien, wie sie auch für die Zweifarbenverfahren hergestellt wurden, einer davon mit einer rot gefärbten Deckgelatine versehen, und als Einzelfilm ein orthochromatisch sensibilisierter. Besonders große Aufmerksamkeit musste bei der Filmherstellung der Passgenauigkeit gewidmet werden. Das Filmmaterial durfte wegen des späteren Druckprozesses nicht schrumpfen und Polyesterunterlagen waren noch nicht bekannt. 1939 konnte die Filmempfindlichkeit um das Dreifache gesteigert werden. Die Filme wurden für Kunstlicht sensibilisiert. Ab jetzt brauchte man im Studio keine lichtschluckenden Filterscheiben vor den Scheinwerfern mehr, der Lichtbedarf sank von 3600 Lux auf etwa 1500 Lux. Bei Außenaufnahmen wurde jetzt ein Konversionsfilter benutzt, um den Film an das Tageslicht zu adaptieren.
Das seit dem Technicolor Process No. 3 bewährte Dye-Transfer-Kopierverfahren wurde modifiziert. Die Stärke der ausentwickelten Gelatineschicht entsprach ihrer Belichtung: Dunklere Stellen verursachten eine dickere Gelatineschicht, hellere Stellen eine dünnere. Entsprechend mehr oder weniger Farbe wurde im Druckvorgang von der Gelatineschicht aufgenommen, bzw. an den Blankfilm abgegeben. Außerdem erhielt der Blankfilm vor dem Grünauszug ein dünnes, aber kontrastreiches, schwarzweißes Silberbild, um die Farbtiefe zu erhöhen. Somit war der Dreifarbendruck eigentlich ein Vierfarbendruck. Dieses Verfahren wurde bis etwa 1961 beibehalten, erst dann war durch Verbesserung der Farbmaterialien das Schwarzweißbild überflüssig geworden.
Ab 1936 wurden die Kopiermaschinen mit elektronischen Messinstrumenten ausgestattet, ab 1943 konnten auch 16-mm-Technicolor-Dye-Transfer-Kopien hergestellt werden. Ab 1944 gab es eine optische Kopiermaschine für Titel und Spezialeffekte.
Im Jahre 1932 nahm Walt Disney ein Angebot für den neuen Technicolor Process No. 4 von Kalmus an. Er hielt eine schon laufende Produktion des Films „Flowers and Trees“ aus der Serie „Silly Symphonies“ an, die von 1929 bis 1939 produziert wurde. Er begann unter Verwendung des neuen Systems noch einmal. Der Film war der erste nach dem neuen Verfahren gedrehte und wurde eine Sensation. Daraufhin einigten sich Kalmus und Disney auf einen Dreijahresvertrag, der Disney die alleinige Verwendung des neuen Systems sicherte. Der Vertrag musste allerdings später auf ein Jahr verkürzt werden, da die anderen großen Filmstudios nicht damit einverstanden waren, weiterhin mit dem älteren System arbeiten zu müssen.
Das Interesse der Filmstudios am neuen Technicolor-Verfahren nahm nun zu und wurde verstärkt in den großen Filmproduktionen verwendet. Die Zuschauer reagierten mit zunehmender Begeisterung auf das Farbkino. Der erste „Non-Cartoon“-Film war 1934 La Cucaracha. Er gewann 1935 in der Kategorie „Best Short Subject, Comedy“ einen Oscar. Der erste abendfüllende Spielfilm war 1935 Becky Sharp mit Miriam Hopkins in der Hauptrolle, welcher allerdings zu einem Misserfolg wurde. Ende der 1930er-Jahre schaffte der Technicolor-Film seinen Durchbruch. Neben Disneys Zeichentrickfilm Schneewittchen waren bei den Realfilmen vor allem Der Garten Allahs (Pioneer, 1936), Robin Hood, König der Vagabunden (Wallis, Warner Bros.), Vom Winde verweht (Selznick, MGM, 1939), Der Zauberer von Oz (1939) (MGM, 1939) und Die roten Schuhe (Powell-Pressburger, 1948) erfolgreich. Die endgültig letzten Projekte mit der Dreistreifenkamera waren 1956 in den USA Foxfire (Universal-International) und 1955 der britische Film Ladykillers (Independent).
Der wesentliche Vorteil des vierten Verfahrens und der Einführung des Dye-Transfer-Verfahrens waren nicht nur die hervorragende Farbwiedergabe und die geringen Kopierkosten. Erst Jahre später, als nur noch mit Mehrschichten-Farbfilmen im Negativ-Positiv-Verfahren gearbeitet wurde, lernte man die unübertroffene Lagerfähigkeit des Ausgangs- bzw. des Positivmaterials schätzen. Da es sich beim Dye-Transfer-Verfahren um Schwarz-Weiß-Ausgangsmaterialien handelt, treten nicht die von den späteren Mehrschichtenfilmen mit ihren eingelagerten Farbkupplern gefürchteten chemisch bedingten Farbveränderungen nach der Entwicklung auf. Schwarzweißfilme lassen sich bei optimalen Bedingungen auch über Jahrzehnte nahezu im Originalzustand erhalten. Bei Mehrschichtenfilmen treten dagegen Farbveränderungen auf, die nur mit aufwändiger Restaurierung rückgängig gemacht werden können. Da sich die im Technicolor-Verfahren benutzten Matrixfilme ebenfalls nicht verändern, können immer wieder farboriginale Kopien gezogen werden, solange die Dye-Transfer-Kopiertechnik vorhanden ist.

## Fünftes Verfahren, ab 1955

### Vorgeschichte
Kalmus erkannte schon sehr früh, dass die Zukunft nicht der komplizierten und schwerfälligen Dreistreifenkamera gehört. Auch forderten die Filmproduzenten, dass ein anderes Farbfilmmaterial entwickelt werden muss, damit die handlichen und zahlreich vorhandenen gewöhnlichen Kameras weiterhin benutzt werden können. Die ersten theoretischen Arbeiten für einen Mehrschichten-Farbenfilm leistete Troland für Technicolor schon Ende der 1920er Jahre. Sie wurden im US-Patent 18,680 angemeldet, aber erst elf Jahre später anerkannt. So fanden die ersten Versuche mit Mehrschichten-Farbfilmen schon ab 1932 statt. In der Zwischenzeit hatten Mannes und Godowski, zwei Musiker, ihre Vorstellung über einen Monopackfilm bei Eastman in Rochester vorgetragen, sie erhielten die Mittel, um auf diesem Gebiet zu forschen. 1935 wurde zwischen Eastman-Kodak und Technicolor ein Abkommen auf gegenseitige Lizenz getroffen, bei dem Kodak das von Troland für Technicolor entwickelte und patentierte Verfahren für einen Mehrschichtenfilm nutzen konnte. Kodak beschränkte im Gegenzug seine kommerzielle Auswertung auf den 16-mm-Film-Markt, Technicolor erhielt die Nutzungsrechte der Monopackfilme auf dem 35-mm-Gebiet. Die ersten als Mehrschichten-Aufnahmematerial von Technicolor eingesetzten Filme waren die Umkehrfilme Kodachrome, Ansco Color sowie der für Technicolor entwickelte Film Monopak (Schreibweise ohne „c“) gewesen.
Neben Eastmancolor-Negativfilm wurde auch der spezielle Eastman Stripping Film als Aufnahmematerial für Technicolor getestet. Dabei handelte es sich um einen Mehrschichtennegativfilm, der im Unterschied zu Eastmancolor keine Farbkuppler eingelagert besaß. Die drei verschieden sensibilisierten Schwarzweißschichten wurden nach der Belichtung in herkömmlichen Kameras und üblicher Entwicklung mechanisch getrennt, indem die oberen beiden Schichten abgezogen (engl. „stripping“) und auf eine neue Unterlage übertragen wurden. Die weitere Verarbeitung geschah wie bei den drei mit der Technicolor-Kamera belichteten Auszugsnegativen. Schon Ende 1940 hatten die Vorarbeiten zu diesem Material bei Eastman begonnen, ab Juli 1942 stand dann ein Dreischichtenmaterial zur Verfügung, das aber zunächst nicht viel Bedeutung gewann. Erst als sich ab 1950 die modernen Mehrschichtenfilme des Negativ-Positiv-Verfahrens durchzusetzen begannen, installierte Technicolor 1952 in Hollywood Anlagen, um auch Ansco-Color- und Eastmancolor-Negativ- und Positivfilme verarbeiten zu können.

### Technicolor Process No. 5
Bei der Herstellung der Technicolor-Kopien nach Farbnegativen musste zunächst der Umweg über drei Schwarzweiß-Auszugpositive beschritten werden, von denen die Auszugnegative hergestellt wurden, die dann erst auf die Matrizenfilme kopiert werden konnten. 1953 brachte Kodak die Tricolor-Matrix-Filme heraus. Sie ermöglichten eine wesentliche Vereinfachung, da die Matrizen direkt nach den Originalnegativen angefertigt werden konnten. Dazu wurden die Negative jeweils auf den blau-, den grün- und den rotempfindlichen Matrizenfilm kopiert. Durch Vorbelichtung konnte der Kontrast der Matrizenfilme entsprechend der Qualität der Aufnahmen beeinflusst werden. Zugleich wurde der Blankfilm, also das Material der Theaterkopie, in seinem Auflösungsvermögen verbessert. Dieses damals „Improved New Technicolor Process“ genannte Kopierverfahren, der Technicolor Process No. 5, brachte somit eine erhebliche Steigerung der Auflösung, da Verluste durch Zwischenkopien wegfielen. Daher konnten jetzt auch Negative von CinemaScope-Filmen nach dem Technicolor-Prozess kopiert werden, während die ersten Filme (unter anderem „Das Gewand“, 1953) noch auf Eastmancolor-Positiv kopiert worden waren. Jetzt wurden auch von anderen Labors entwickelte Farbnegative zur Anfertigung von Farbauszügen für den Technicolor-Kopierprozess angenommen, wobei diese Kopien dann im Vorspann mit „Print by Technicolor“ gekennzeichnet wurden, wohingegen vollständig bei Technicolor verarbeitete Filme „Color by Technicolor“ hießen.

## Weiteres zur Technikgeschichte
Nach dem Übergang zu Farbnegativfilmen als Ausgangsmaterial ist eine Reihe von Verbesserungen in den Technicolor-Prozess eingeführt worden. So wurde 1957 bis 1959 die so genannte Wet-Printing-Methode („Liquid Printing“) verbessert, bei der im optischen Printer durch eine Flüssigkeitsschicht Beschädigungen vermieden bzw. bei alten Kopien, Kratzer und andere mechanische Fehler verdeckt werden können. 1959 und 1960 wurde die Technik des Auto Optical Printing eingeführt, die Ein-, Aus- und Überblendungen im Kopierprozess ohne Benutzung von Masterpositiven oder Dup-Negativen gestattet. Benutzt wurden hierbei ein verstellbarer Verschluss und getrennte Transportmechanismen jeweils für den Negativ- und für den Matrix-Film, so dass letzterer doppelt belichtet werden konnte. Auto Optical Printing wurde erstmals für „Frühstück bei Tiffany“ eingesetzt. Ab 1960 entstand daraus das Auto Selective Printing. Damit können verschiedene Szenenvariationen oder Filmfassungen beim Kopieren ohne Zerschneiden des Negativs oder Herstellung eines Dup-Negativs erstellt werden. Der Lauf des Originalnegativs in der Kopiermaschine wird dabei nicht unterbrochen. Dadurch sind außer unterschiedlichen Verleihversionen für andere Länder auch Szenenumstellungen möglich. Seit 1969 ist es möglich, Fernsehkopien im Seitenverhältnis 4:3 von anamorphotisch fotografierten Spielfilmen (z. B. CinemaScope) zu kopieren, wobei im Printer (Pan Scan Printer) der günstigste Ausschnitt aus dem Breitformat ausgewählt wird.
Der 1954 bis 1955 von John Huston für Elstree-Film produzierte Film „Moby Dick“ wurde teilweise bereits auf Eastmancolor-Negativfilm fotografiert. Dieser Film zeichnete sich durch einen speziellen Effekt beim Kopieren aus, durch den Huston entsättigte Farben erzielen ließ. Als John Huston 1967 wieder spezielle Farbeffekte für die Produktion „Spiegelbild im goldenen Auge“ (Warner Bros.) einsetzen wollte, war dies wegen des neuen Technicolor-Kopierverfahrens nicht mehr so einfach möglich. Erst nach langen Versuchsreihen wurde der „New Technicolor Desaturation Process“ eingeführt, mit dem die gewünschten Effekte erzielt werden konnten. Die Kopie hatte einen Sepia-Ton, der nur durch rötlich purpurne Farben in einigen Bildpartien unterbrochen wurde. Diese Wirkung wurde durch Einsatz farbigen Lichts beim Erstellen der Matrizen nach dem Originalnegativ erreicht. Neben Eastmancolor wurden bald auch andere Farbnegativfilm-Fabrikate als Ausgangsmaterial für Technicolor-Kopien benutzt.
20th Century Fox ließ die Eastmancolor-Negative ihrer CinemaScope-Filme bei De Luxe entwickeln, die Dye-Transfer-Kopien wurden danach bei Technicolor in Hollywood hergestellt. Solche Filme liefen mit dem Titelvorspann „Technicolor by De Luxe“. Alle 70-mm-Kopien, bei denen im Vorspann „Technicolor“ genannt wird, sind Eastmancolor-Positive, da die Technicolor-Labors nicht über eine Anlage für 70-mm-Dye-Transfer-Kopien verfügten. Auch die Muster wurden auf Mehrschichtenpositivfilm gezogen.
Seit 1961 wurde die Tonspurkopie gleichzeitig mit dem Dye-Transfer-Prozess erstellt, wobei das Ton-Negativ auf den Matrix-Film kopiert, dieser nach der Reliefentwicklung eingefärbt und der Farbstoff dann auf den Blankfilm übertragen wurden.
1966 wurde zugleich mit der Einführung neuer, verbesserter Farbstoffe die Reihenfolge der Farbstoffübertragung von früher Gelb-Blaugrün-Purpur in jetzt Purpur-Blaugrün-Gelb geändert. Auch der Blankfilm und die Matrizen wurden optimiert, so dass die Kopien eine bessere Farbwiedergabe zeigen und bessere Grundschwärze und Auflösungsvermögen besitzen. Der „vierte“ Druck, das aus der Grünkopie gewonnene Silberbild, entfiel somit. Technicolor Hollywood arbeitete das Vidtronics-Verfahren zur Herstellung von Filmkopien nach Farbfernsehaufzeichnungen auf Magnetband aus. Bei Vidtronics erfolgt eine Bildschirmaufzeichnung auf Schwarzweißfilm nach Decodierung der auf dem Videomagnetband erhaltenen drei Farbanteilen. Dadurch wurden die drei für den Dye-Transfer-Prozess erforderlichen Farbenauszüge gewonnen. Der Farbfernsehkopierservice von Technicolor besteht seit 1965 in Hollywood, seit 1968 in England und seit 1969 auch in Italien. Da diese Aufträge nur eine geringe Anzahl von Kopien umfassten, wurden diese nicht nach dem Dye-Transfer-Prozess, sondern auf Eastmancolor-Print-Film hergestellt.
1970 wurde das Technimatte-Verfahren eingeführt, die Zusammenführung von verschiedenen Vorder- und Hintergründen für Spezialeffekte.
1975 wurde der letzte Auftrag für das Dye-Transfer-Verfahren in den USA ausgeführt, ein Reprint von Walt Disneys Dschungel der 1000 Gefahren (Swiss Family Robinson). Danach wurde das Werk in Hollywood geschlossen. 1975 verkaufte Technicolor das Dye-Transfer-Equipment an die Beijing Film and Video Lab in China. Bis 1978 war British Technicolor Labs noch in der Lage, Dye-Transfer-Kopien zu ziehen.